# Brachirus swinhonis
 Brachirus swinhonis és un peix teleosti de la família dels soleids i de l'ordre dels pleuronectiformes que es troba a les costes del Mar de la Xina Meridional.